# Ядерна бомба B41

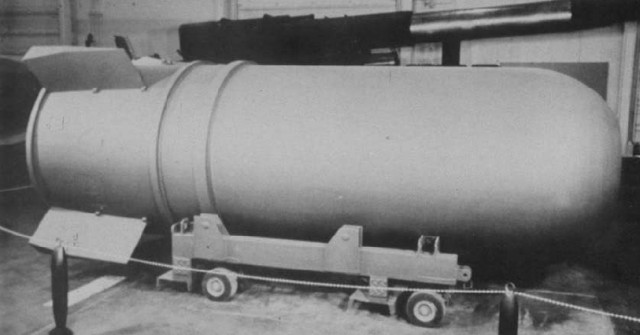
Корпус термоядерної бомби Б-41.

B-41 (також відома як Mk-41) — термоядерна зброя, розгорнута Стратегічним авіаційним командуванням США на початку 1960-х років. Це була найпотужніша ядерна бомба, коли-небудь розроблена Сполученими Штатами, з максимальною потужністю 25 мегатонн ТНТ (100 петаджоулів). Однак В-41 ніколи не була випробувана і тому найпотужнішою ядерною зброєю США, яка пройшла випробування є Кастл Браво (її потужність 15 Мт). Цілком секретний документ (Брифінг DCI для JCS, 30 липня 1963 р.) говорить, що «США накопичили бомби вагою 9 і 23 тонни…», що, ймовірно, стосується фактичної потужності B-41. B-41 була єдиною триступеневою термоядерною зброєю, представленою США.

## Історія
У червні 1955 року Міністерство оборони США запросило техніко-економічне обґрунтування для класу B (понад 4,500 кг маси) бомба і боєголовка. До літа 1956 року Командування стратегічної авіації ВПС США випустило вимогу щодо 1,600 мм бомби класу B, тоді як Міністерство оборони розробило вимогу щодо 1,500 мм боєголовку класу B.
Радіаційна лабораторія Каліфорнійського університету (нині Ліверморська національна лабораторія імені Лоуренса) запропонувала використати існуючий пристрій Фагот, який був випробуваний у вибухах Зуні та Тева під час операції Redwing. Накопичування цієї нової зброї запланували на січень 1959 року. Були запропоновані «брудна» та «чиста» (низька частка ділення) версії пристрою, причому чиста версія залежала від ядерного випробування в операції «Хардтак I».
Зброї в листопаді 1956 року була присвоєна номенклатура TX-41 і XW-41, а в грудні планувалося провести випробування скидання зброї з бомбардувальника B-47. Був запит на базову версію бомби, однак розробка такої зброї додала б ще 1-2 роки до її розробки. Згодом надійшов запит про нерозкладну зброю. Військові характеристики зброї були затверджені в лютому 1957 року.
Зброю мали нести B-47, B-52, B-66 і системи 110A і 125A. Бомба змогла б витримати без пошкоджень різні навантаження в польоті. Fuzing включатиме режими контакту та повітряного вибуху, і її можна було вибирати під час польоту. Контактний термоядерний синтез мав служити резервною копією для повітряного термоядерного вибуху, і був розроблений парашут для уповільнення швидкості падіння. Також запитувалась сумісність із ракетою Navaho та бомбою B-58.
До березня 1957 року вирішили зробити рівний упор на чистий і брудний варіанти зброї. До цього моменту зброя мала досягати 1,300 мм в діаметрі з довжиною боєголовки 3,000 метри і вагою 4,200 кг, тоді як бомба повинна була мати довжину 3,700 мм і важити 4,500 кг. Сумісність з B-58 була скасована в травні 1957 року, а версія зброї з боєголовкою була скасована в липні 1957 року.
У липні 1957 року були проведені випробування контактного підривника шляхом вибуху 75 мм снаряда через носову частину бомби. Ці випробування показали, що між контактом і надсиланням сигналу вибуху пройшло достатньо часу, щоб конструкція підривника працювала правильно. У серпні 1957 року основну частину пристрою в макеті випробували під час вибуху Смокі з операцією «Plumbbob», виробивши 44 кілотонни ТНТ (180 ТДж). Згодом пристрій випробували на вибухах Платана, Тополі та Сосни з операції Hardtack I у 1958 році. Чистий тест Платана провалився, виробляючи лише 92 кілотонни ТНТ (380 ТДж) замість прогнозованих 5 мегатонн ТНТ (21 ПДж). Тополя була повторним випробуванням Платана з прогнозованим виходом від 5—10 Мт ТНТ (21—42 PДж) і лише 200 кілотонн ТНТ (840 ТДж) мали на виході при поділі. Фактичний вихід склав 9,3 мегатонни ТНТ (39 ПДж). Сосна була триступеневим варіантом чистого пристрою з прогнозованим виходом 4 — 4 Мт ТНТ (17 — 25 PДж), але тест дав лише 2 мегатонни ТНТ (8,4 ПДж).
У червні 1958 року вимога щодо можливості вибору повітряного та наземного режимів вибухів з кабіни була скасована. Ця зміна означала, що перед зльотом на землі потрібно було встановити потрібний термоскоп. У серпні 1958 року першу дату виробництва зброї перенесли на травень 1960 року. Проблеми зі зброєю означали, що сумісність була обмежена бомбардувальниками B-47 і B-52. Сумісність з B-70 вимагала б значних змін у літаку. Крім того, у зв'язку з новим акцентом на низьких викидах, щоб уникнути радіолокаційного виявлення, і через те, що TX-41 можна було скинути лише з великої висоти, порушили питання про продовження програми.
Одним із пунктів, на підтримку продовження програми, було те, що 4,500 кг бомба могла замінити 7,900 кг бомба Mark 36. Інша пропозиція полягала в тому, щоб відкласти програму та включити в зброю функцію повного запалювання (FUFO), яка б дозволила доставляти її в зібраному положенні. Однак у вересні 1958 року Національна лабораторія Sandia повідомили польове командування, що для додавання FUFO в нову версію, знадобиться абсолютно нова зброя, включаючи ядерні випробування.
У листопаді 1958 року вирішили, що зброя завжди розгортатиметься в стані загальмування парашута, і тому перемикач опцій більше не потрібен. У грудні Sandia порушила питання щодо безпеки зброї та запропонувала додаткові захисні пристрої. Це забезпечили додатковими перемикачами на станції спостереження літака. У січні 1959 року попереднє рішення про використання лише парашутного детонатора скасували й запропонували відновити селектор детонатора.
Дослідне виробництво зброї дозволили у квітні 1959 року, а повне — у вересні 1959 року. Перше виробництво Mark 41 Mod 0 було досягнуто у вересні 1960 року і тривало до червня 1962 року. Виготовили близько 500 бомб. Зброю замінили на більш універсальну бомбу B53 між листопадом 1963 року та липнем 1976 року.

## Конструкція
Зброя мала такі розміри: 3,76 м довжину, з діаметром тіла 1,32 м. Важила 4,840 кг. Переносилась тільки на B-52 Stratofortress і B-47 Stratojet. Могла бути розгорнута у вільному падінні або уповільненому вільному падінні, і мала варіанти як повітряного вибуху, так і наземного. Зброя не мала можливості розкладного запалу, оскільки дизайн фізичного пакета робив це не можливим без масштабної переробки та подальших ядерних випробувань.
B-41 була єдиною триступеневою термоядерною зброєю, представленою США. Було розгорнуто дві версії: Mk-41Y1, 25 мегатонн ТНТ (100 ПДж) вихід триступеневої, брудної версії, з ядром закритим U-238 (природний уран), і Mk-41Y2, 10 мегатонн ТНТ (42 ПДж) потужності, чиста версія з третинною свинцевою оболонкою. Це була ядерна зброя найвищої потужності, коли-небудь створена Сполученими Штатами, і вона найвище загальновідоме співвідношення потужності до ваги з усіх видів зброї.

## Ефективність
Протягом свого терміну експлуатації B-41 була найефективнішою з відомих термоядерних бомб з точки зору потужності до фактичної ваги, з коефіцієнтом 5,2 Мт ТНТ на тонну (22 петаджоулі на тонну) (на основі 25 Мт (100 ПДж) потужності). Її вибухова потужність становила 25% до 50% від AN602 Цар Бомби, яка мала потужність від 50 до 100 Мт (210—420 ПДж), залежно від її власної конфігурації як чиста або брудна бомба. Однак навіть при теоретичній максимальній потужності «Цар-бомби» 100 Мт (420 ПДж), вона все одно досягатиме співвідношення продуктивності до ваги ~ 3,7 Мт ТНТ на тонну (15 петаджоулі на тонну), таким чином B-41 має найвище співвідношення продуктивності до ваги з будь-якої коли-небудь створеної зброї.

## Боєголовка W41
У листопаді 1956 року в Ліверморській національній лабораторії Лоуренса почалася розробка W41, версії боєголовки B4. Розглядалась як можлива боєголовка для SM-64 Navaho, крилатої ракети, яка тоді розроблялася, робота над боєголовкою тривала до липня 1957 року, потім проєкт був скасований.